# Uristes stebbingi
Uristes stebbingi är en kräftdjursart som beskrevs av Walker 1903. Uristes stebbingi ingår i släktet Uristes och familjen Uristidae. Inga underarter finns listade i Catalogue of Life.